# Walter Dohmen
Walter Dohmen (* 1941 in Langerwehe) ist ein deutscher Lithograf, Radierer, Kupferstecher, Holzschneider, Kunstlehrer und Buchautor, der in Langerwehe lebt und arbeitet.
In jungen Jahren ließ er sich an den Werkkunstschulen in Aachen und Köln zum Diplom-Designer ausbilden. Von 1969 bis 1982 war er Kunsterzieher und unterrichtete an mehreren Dürener Schulen. Ab 1982 war er Dozent für Druckgrafik an der Fachhochschule Köln im Fachbereich Kunst und Design.

## Ehrungen und Auszeichnungen
Walter Dohmen erhielt 1972 ein Stipendium im Rijkscentrum für Grafik, Frans Masereel, Kasterlee, Belgien, dem der Künstler bis heute als Dozent verbunden ist und wo er jedes Jahr einige Arbeitsaufenthalte verbringt.
1980 folgte er einer Einladung der Stony Brook University, Long Island, New York, USA, und hielt Vorlesungen über Lithografie.
1985 hatte er einen Gastaufenthalt in der Druckwerkstatt der Stadt Wolfsburg. 1987, 1988, 1990 und 1991 war er Lehrer an der Internationalen Sommerschule für graphisches Werk, Calella, Barcelona, Spanien. 1988 erhielt er den Nordlimburgse Industrieprijs für Grafik, Belgien. 1989 war er Lehrer an der Sommerakademie Bremerhaven.
1993 belegte er ein Gastatelier in der Villa Romana, Florenz, Italien. Außerdem übernahm er die Leitung des Workshops Künstlerischer Tiefdruck im Atelier „Jean Arp“, Locarno, Schweiz. 1994 übernahm er die Leitung des Workshops Papierschöpfen und Künstlerischer Tiefdruck im gleichen Atelier. 1998 folgte die Workshop-Leitung „Künstlerischer Tiefdruck“ an der Michaelis School of Fine Art University Kapstadt, Südafrika.
Es folgten diverse Ausstellungen in Deutschland und auch außerhalb. 2009 und 2010 arbeitete Dohmen an zwei großen Ausstellungen, die anlässlich seines 70. Geburtstages 2011 stattfanden. Das Diözesanmuseum in der Hochschulstadt Eichstätt und das große Kulturzentrum von Bad Rehberg in Norddeutschland ehrten den Künstler mit Werkschauen.
2011 folgten Arbeitsaufenthalte in der Lithografie-Werkstatt Eichstätt und in der Art Print Residence, Arenys de Munt, Barcelona, Spanien, sowie einer Gastprofessur an der RHoK Akademie, Brüssel.
2018 würdigte das Suermondt-Ludwig-Museum Aachen sein Lebenswerk mit dem Ankauf von 42 Bildern und mit der Sonderausstellung: Arbeiten auf Papier aus 5 Jahrzehnten. Die Ludwig Galerie Schloss Oberhausen und die Kunstsammlungen der Veste Coburg erwarben 2019 aus Dohmens Œuvre eine große Anzahl an Druckgrafiken. Am 22. September 2019 überreichte ihm Landrat Wolfgang Spelthahn den Kunstpreis des Kreises Düren 2019.
Walter Dohmen erhielt im Frühjahr 2021 ein Kunststipendium Meerkultur e.V. Kunsthaus Stove, Mecklenburg-Vorpommern.

## Werke (Auswahl)
Für die Marienkapelle in Jüngersdorf entwarf Dohmen zwei Fenster. Das Fenster aus dem Jahr 2023 stellt eine Pieta dar und das Fenster von 2025 heißt „Das Auge Gottes“.